# Reith im Alpbachtal
Reith im Alpbachtal  är en ort och kommun i distriktet Kufstein i förbundslandet Tyrolen i Österrike.
Kommunen består av tre orter (Ortschaften) (inom parentes invånarantal 1 januari 2024):
- Hygna (385)
- Reith im Alpbachtal (2 268)
- Scheffach (192)